# Халькозин
Халькози́н (дав.-гр. χαλκός — мідь), мідний блиск, халькоци́т — мінерал з класу сульфідів, сульфід міді.
Назва походить від дав.-гр. χαλκός «халькос» — мідь (F.S.Beudant, 1832).
Синоніми: мідний блиск, кіприт, купреїн, редрутит, халькоцит (Дена, 1868), ципріт. Мідна руда.

## Загальний опис
Хімічна формула: Cu2S.
Вміст міді (Cu) становить 79,8 %, сірки (S) — 20,2 %.
Як домішки наявні Ag, інколи Fe.
Низькотемпературний (нижче 103 °С) різновид — моноклінний (α-Cu2S) або ромбічний при полісинтетичному двійникуванні. Високотемпературний (вище 103 °С) різновид гексагональний (β-Cu2S). При більш високих температурах переходить у кубічну модифікацію — дигеніт (Cu9S5). Форми виділення: масивні, щільні або зернисті аґреґати, короткопризматичні кристали, дещо витягнуті по осі, псевдогексагональні, товстотаблитчасті, рідше дипірамідальні і короткопризматичні, примазки. Спайність по (110) недосконала. Густина 5,5-5,8. Тв. 2,5-3,5. Свинцево-сірого кольору з металічним блиском. Синя або зелена гра кольорів. Риса темно-сіра. Непрозорий. Злом раковистий. Крихкий. Добрий провідник електрики. Слабо анізотропний. Ріжеться ножем. Слабко-ковкий. Є гол. рудним мінералом мідистих пісковиків.

## Кристалографія
При температурі нижчій від 103 °C халькозин кристалізується в моноклінній сингонії з параметрами ґратки a = 11.881, b = 27.323, c = 13.491 Å, Z = 48; β = 116,35° та просторовій групі P 21/c. При вищій температурі переходить у гексагональну форму з просторовою групою P63/mmc та параметрами ґратки a = 3,95 Å, c = 6,75 Å, Z = 2.

### Агрегати і габітус
Халькозин звичайно утворює зернисті скупчення або вкрапленники, характерні різні зростки; у вигляді кристалів зустрічається рідко. Кристали мають товстотаблитчастий або короткостовбчастий габітус. Головними формами на кристалах є призма {110}, {021}, {011}, {023}, біпіраміди {111}, {112}, {113}, а також пінакоїд {001}.
Відмічаються двійники по {110}, псевдогексагональні зірчасті форми та «хрестоподібні» проростання по {032} i {112}.

## Фізичні властивості
Колір — індиговосиній, сірий, чорний, сіро-чорний. Злам — нерівний до раковистого. Спайність — недосконала. Твердість — 2,5—3,0. Блиск — металічний. Прозорість — непрозорий. Колір риски — сірий, темносірий. Густина — 5,5-5,8 г/см³. Слабо ковкий. Добрий провідник електрики.

## Утворення і поширення
Халькозин — один з поширених сульфідів, присутній у рудах всіх родовищ, що містять сульфіди міді, але рідко утворює великі скупчення. Походження зазвичай гіпергенне (у зоні вторинного сульфідного збагачення родовищ, що містять первинні сульфіди міді), рідше контактово-метасоматичні (у скарнах) і низько-температурне гідротермальне, можливо, також осадове (у мідистих пісковиках).
У зоні окислення переходить в куприт, малахіт, азурит та інші вторинні мінерали міді; іноді (при обмеженому доступі кисню) — в самородну мідь. Спостерігається разом з ковеліном (CuS), аргентином (Ag2S), самородним сріблом тощо.
У менших кількостях зустрічається в гідротермальних низькотемпературних утвореннях разом з ендогенним борнітом (Cu5FeS4).
Зустрічається в деяких гідротермальних, багатих на мідь і бідних на сірку сульфідних рудах разом з гіпогенним борнітом. Основна маса утворюється при гіпергенних процесах у зонах вторинного сульфідного збагачення мідних сульфідних руд. У великих кількостях відомий у шт. Монтана, Аризона, Коннектикут, Нью-Джерсі та на Алясці (США), у пров. Квебек (Канада). Інші знахідки: Галле, Тюрингія (ФРН), Ріо-Тінто (Іспанія), Браден, Чукікамата (Чилі), Алмалик (Узбекистан), Коунрад (Казахстан). Є на території України, зокрема в Карпатах, на Волині.

### Родовища
Великі родовища халькозинових руд трапляються рідко. У значних кількостях халькозин зустрічається у зонах вторинного збагачення сульфідних родовищ (північноамериканські родовища Б'ютт у Монтані і Бісбі в Аризоні) де утворює значні скупчення як ендогенний мінерал. Особливе промислове значення мають бідні вкраплені руди, відомі під назвою «porphyry copper[недоступне посилання з липня 2019]», які виявляються дуже рентабельними, бо займають великі площі і легко піддаються масовому збагаченню. Такі родовища відкриті в США, у штатах Юта, Невада, Аризона.

## Практичне значення
Халькозин — найбагатший рудний мінерал міді. Халькозинвмісні руди належать до найбільш високоякісних типів мідних руд.
З {\displaystyle {\ce {Cu2S}}} та інших руд,що містять сульфур(та мідь),можна відновити купрум піро- та гідро-металургійними процесами.Пірометалургійний метод використовує часткове окиснення руд,що містять Сульфур ,до оксидів Купруму, які відновлюються,реагуючи з надмірним сульфідом.
{\displaystyle {\ce {2Cu2O + Cu2S=6Cu + SO2}}}
Піро-металургійний процес з руд типу {\displaystyle {\ce {CuFeS2}}} заснований на наступній реакції: 
{\displaystyle {\ce {2CuFeS2 + 5O2 + 2SiO2 = 2Cu + 2FeSiO3 + 4SO2}}}
Гідро-металургійні методи одержання Купруму засновані на селективному розчиненні мідних мінералів в розбавлених розчинах аміаку або сульфатної кислоти.З одержаних розчинів Купрум виділяють електролізом,де Купрум буде утворюватися на катоді, або витісняють залізом,бо тільки залізо проводить тепло та струм краще за мідь.

## Різновиди
Розрізняють:
- халькозин білий (зайва назва халькозину),
- халькозин ізометричний (зайва назва дигеніту — (Cu2-x1+Cu1/2x2+)S, де х = 0,10-0,22),
- халькозин кубічний (зайва назва дигеніту),
- халькозин пластинчастий (різновид халькозину з родовища Цумеб, Намібія, у вигляді пластинчастих аґреґатів),
- халькозин ромбічний (зайва назва халькозину),
- халькозин синій та халькозин сірий (зайва назва дигеніту),
- α-халькозин (зайва назва дигеніту),
- β-халькозин (зайва назва халькозину),
- γ-халькозин (гексагональна модифікація халькозину).